# Łąki Soleckie
Łąki Soleckie este o arie protejată (sit de importanță comunitară — SCI) din Polonia întinsă pe o suprafață de 222,06 ha, integral pe uscat.

## Localizare
Centrul sitului Łąki Soleckie este situat la coordonatele 52°02′10″N 21°05′59″E / 52.0362°N 21.0998°E.

## Înființare
Situl Łąki Soleckie a fost declarat sit de importanță comunitară în octombrie 2009 pentru a proteja 7 specii de animale.

## Biodiversitate
Situată în ecoregiunea continentală, aria protejată conține 2 habitate naturale: Pajiști cu Molinia pe soluri calcaroase, turboase sau argilos-nămoloase (Molinion caeruleae), Fânețe de joasă altitudine (Alopecurus pratensis, Sanguisorba officinalis).
La baza desemnării sitului se află mai multe specii protejate:
- amfibieni (1): buhai de baltă cu burta roșie (Bombina bombina)
- mamifere (1): castor (Castor fiber)
- nevertebrate (5): fluturele purpuriu (Lycaena dispar), Phengaris nausithous, Phengaris teleius, Vertigo angustior, Vertigo moulinsiana